# Nestor (zoologia)
Nestor Lesson, 1830 è un genere di uccelli della famiglia degli Strigopidi.

## Tassonomia
Comprende le seguenti specie:
- Nestor meridionalis (J.F.Gmelin,  1788) - kaka
- Nestor notabilis Gould, 1856 - chea
- Nestor productus (Gould, 1836)  †  - kaka di Norfolk